# Санту-Антониу-да-Патрулья
Санту-Антониу-да-Патрулья (порт. Santo Antônio da Patrulha) — муниципалитет в Бразилии, входит в штат Риу-Гранди-ду-Сул. Составная часть мезорегиона Агломерация Порту-Алегри. Входит в экономико-статистический микрорегион Озориу. Население составляет 38 818 человек на 2006 год. Занимает площадь 1 048,904 км². Плотность населения — 37,0 чел./км².

## История
Город основан 7 октября 1809 года.

## Статистика
- Валовой внутренний продукт на 2003 год составляет 321.883.895,00 реалов (данные: Бразильский институт географии и статистики).
- Валовой внутренний продукт на душу населения на 2003 год составляет 8.470,63 реалов (данные: Бразильский институт географии и статистики).
- Индекс развития человеческого потенциала на 2000 год составляет 0,770 (данные: Программа развития ООН).